# Xã Randol, Quận Cape Girardeau, Missouri
Xã Randol (tiếng Anh: Randol Township) là một xã thuộc quận Cape Girardeau, tiểu bang Missouri, Hoa Kỳ. Năm 2010, dân số của xã này là 4.431 người.